# Bolesty (jezioro)
Jezioro Bolesty – jezioro w północno-wschodniej Polsce, położone na Pojezierzu Zachodniosuwalskim. Jest długim i wąskim jeziorem rynnowym, ostatnim na szlaku spływu rzeką Rospudą, która łączy je od północy z jeziorem Okrągłym. Jezioro jest własnością Gospodarstwa Rybackiego Polskiego Związku Wędkarskiego w Suwałkach.
Jezioro jest zasobne w ryby. Dominują tu takie gatunki jak miętus pospolity, kleń, leszcz, okoń, płoć, sum, szczupak i węgorz.